# Desa Mekarjaya (administrativ by i Indonesien, Jawa Barat, lat -6,51, long 106,51)
Desa Mekarjaya är en administrativ by i Indonesien.   Den ligger i provinsen Jawa Barat, i den västra delen av landet, 50 km sydväst om huvudstaden Jakarta.